# 日田県

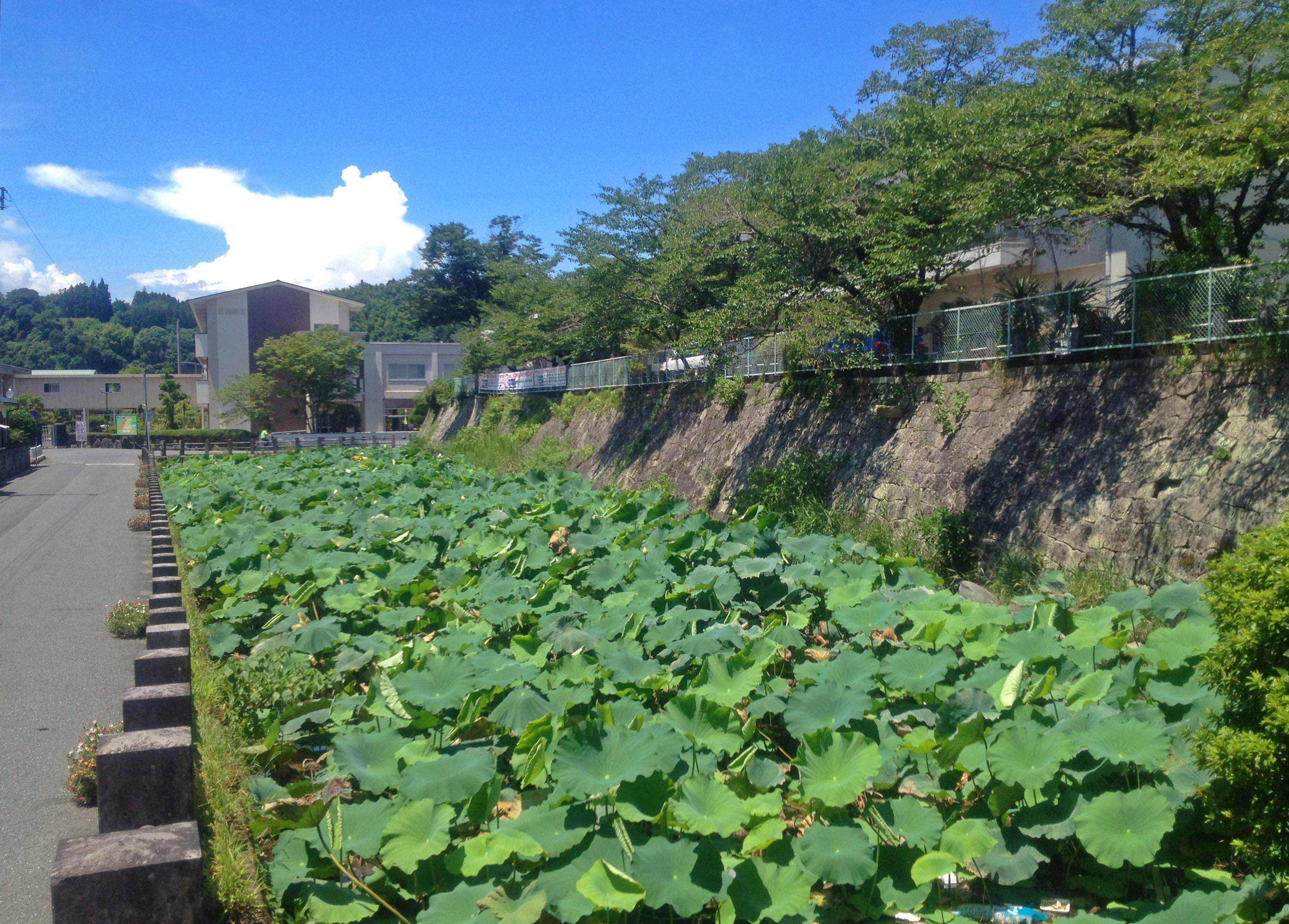
日田県庁跡石垣
現在は日田林工高校の敷地で、同校の体育館がある。ハスの繁る堀は永山城時代のもの。

日田県（ひたけん）は、1868年（慶応4年）から1871年（明治4年）まで、豊前国及び豊後国（現在の大分県全域及び福岡県東部）の幕府領・旗本領を管轄するために明治政府によって設置された県。管轄地域は、豊前国、豊後国全域にわたって分布し、後には日向国（現在の宮崎県全域）に分布する地域も編入された。

## 概要
府藩県三治制のもとで、江戸幕府西国筋郡代の代官所所在地であった日田に設置され、当初は豊後国日田郡、玖珠郡と豊前国下毛郡の旧西国筋郡代支配地132箇村6万2千石を支配した。初代県知事は薩摩藩出身の松方正義。2代目県知事は同じく薩摩藩出身の野村盛秀である。同じく西国筋郡代を前身として日向国に置かれた富高県や、諸藩預所、旗本采地などの天領、所領を合わせて県域を広げた。2代知事のときに、士族や農民による日田県庁襲撃事件「竹槍騒動」が起こったことで、西街道鎮台の分営が置かれた。
1871年（明治4年）の第1次府県統合により、豊後国の8県を統合して大分県が設置されたため廃止された。ただし、日田県のうち、豊前国に分布した地域は小倉県に、旧富高県である日向国に分布した地域は美々津県に移管された。

## 沿革
- 1868年（慶応4年）
  - 閏4月25日
    - 日田県を設置。県庁を日田郡の日田陣屋（現在の日田市丸山二丁目）に置く。
    - 西国筋郡代の管轄地域のうち日向国に富高県を設置。

  - 5月25日 - 旗本領の府県管轄指令[1]。
  - 8月17日 - 富高県を編入。
  - 8月28日 - 豊後国内の熊本藩預所、豊前国内の久留米藩預所が日田県に引き渡される[1]。
- 1869年（明治2年）
  - 8月 - 豊前国企救郡の長州藩預所が日田県の管地とされる[1]。
- 1870年（明治3年）
  - 4月22日 - 日田県管地の一部が厳原県に編入される[2]。
  - 6月 - 英彦山が日田県の管地とされる[1]。
- 1871年（明治4年）
  - 2月22日 - 豊後国内の延岡藩領と日向国内の日田県管轄地（旧富高県）の交換が指令される（実際の引渡しは数ヶ月後）[1]。
  - 3月10日 - 豊後国内の佐伯藩預所が日田県に引き渡される[1]。
  - 7月4日 - 新県庁が旧永山城内に落成。
  - 11月14日 - 第1次府県統合により日田県を含む豊後国の8県が統合して大分県が発足。同日日田県廃止。ただし、日田県のうち豊前国にあった地域は小倉県に、日向国にあった旧富高県地域は美々津県に移管。

## 管轄地域
富高県からの編入地域は同県の項目を参照。
- 豊前国
  - 企救郡 - 110村（西国筋郡代）
  - 宇佐郡のうち - 64村（同上）
- 豊後国
  - 日田郡のうち - 56村（西国筋郡代）
  - 玖珠郡のうち - 33村（同上）
  - 直入郡のうち - 12村（熊本藩預所）
  - 海部郡のうち - 10村（佐伯藩預所）
  - 大分郡のうち - 15村（熊本藩預所9村、旗本領6村）
  - 速見郡のうち - 44村（熊本藩預所36村、旗本領8村）
  - 国東郡のうち - 28村（熊本藩預所14村、旗本領14村）

現大分県内については、以下の地域とする資料もある。
- 豊前国
  - 宇佐郡のうち - 70村（久留米藩預所59村、宇佐神領1村、旗本領10村）
  - 下毛郡のうち - 22村（西国筋郡代21村、旗本領1村）
- 豊後国
  - 国東郡のうち - 60村（熊本藩預所14村、旗本領14村、延岡藩領32村）
  - 速見郡のうち - 60村（熊本藩預所36村、旗本領8村、延岡藩領16村）
  - 大分郡のうち - 54村（熊本藩預所11村、旗本領7村、延岡藩領36村）
  - 海部郡のうち - 10村（佐伯藩預所）
  - 直入郡のうち - 12村（熊本藩預所）
  - 玖珠郡のうち - 33村（西国筋郡代32村、旗本領1村）
  - 日田郡のうち - 80村2町（西国筋郡代）

## 松方正義と日田県
初代知事の松方正義は近代日本最初の孤児院とされる日田養育館（ひたよういくかん）を設置したほか、県内視察の際、海上交通の便を図れば別府の発展が期待されるとの発案から別府港を築港、今日日本一の温泉都市となった別府市・別府温泉の発展の礎を築いた。また、隣接する福岡藩から太政官札の偽札が県内に流れてきている事実を告発、その結果、福岡藩の大量偽札製造が明らかとなった。
このことが評価され、大久保利通の推挙で1870年（明治3年）閏10月3日に民部大丞に抜擢されて中央政界に進出し、のちに内閣総理大臣、元老に至った。
なお、最後の知事となった2代知事である野村盛秀は、廃藩置県後に新設された埼玉県の初代県令に就任している。

## 日田県で発生した事件

### 大楽騒動
大楽騒動（たいらくそうどう）は、長州藩で反乱を起こし、九州に逃亡してきた攘夷派の大楽源太郎率いる集団が、知事の交代を知って、新政府の陰謀から福岡藩と仏教を守ることを名目に、豊津藩・久留米藩の攘夷派や、廃仏毀釈によって追放された僧侶、さらに農民一揆とも結んで日田県庁を襲撃した事件である。大楽は日田の咸宜園出身で地元に人脈があったという。
これを明治政府転覆計画と見た新政府は、大楽一派相手に孤独な戦いを続ける野村盛秀（1870年（明治3年）12月28日任命、1871年（明治4年）2月4日着任）を救出するために、3月に、当時陸軍少将であった四條隆謌を総督とする長州藩・肥後藩連合軍を日田に派遣し、さらに隣の森藩もこれを支援した。ところが、共同出兵を命じられた薩摩藩は出兵に遅延し、四條を補佐する予定であった薩摩の大山綱良が、大楽よりも長州藩に非があるとして、軍の解散を独断で決定した。これに、大楽派の取締のために山口に戻っていた木戸孝允が、「薩摩藩が大楽を助けている」と激怒して下野する態度を見せた。これに驚いた西郷隆盛や大久保利通が、大山の行動を詫びて鎮圧の継続を命じた。これによって日田にひとまず平穏が戻ることになった。大楽ら騒動の関係者は、刑部省の指示により指定の諸藩で処刑された。

### 竹槍騒動
1871年1月4日（明治4年11月13日）に起こった士族反乱と、同年1月8日（明治4年11月17日）に起こった農民一揆（日田県一揆）をまとめて竹槍騒動（たけやりそうどう）という。
この事件は、大楽源太郎率いる一党による大楽騒動により県機構が弱体化したことを発端に、農民を主体とした打ちこわしや暴動が連鎖的に発生したものである。

#### 日田県一揆
日田県一揆（ひたけんいっき）は、1869年（明治2年）の全国的な農作物の不作、それに伴う税制改革が直接の一揆の動機である。1871年（明治4年）11月17日に、巡回中の日田県の警備兵と五馬村の農民の暴力衝突によって全県域を巻き込む打ちこわしへと発展した。
参加した農民一揆勢は6千人から1万人ともいわれ、日田玖珠地域で300ほどの庄屋、日田県の施設、県兵の宿舎を襲撃し、焼き討ちを行った。県庁の役人は英彦山に一時避難していたため死傷者はいなかったが、鎮圧のため兵を送った森藩と日田県官に犠牲者が出た。日田での一揆は、最初の暴動から4日後の11月21日にほぼ鎮圧されたが、豊後・豊前の各地に広まった。政府は騒動の後、大楽と通じていた豊後、豊前、筑前、筑後の藩士の動きを警戒して四条隆謌を日田へ派遣し、質疑で呼び出された諸藩の関係者で豆田町は混乱したという。日田県での一揆関係者には、1872年（明治5年）2月27日に処刑が執行された。

## 歴代知事
- 1868年（慶応4年）閏4月25日 - 1870年（明治3年）閏10月3日 ： 松方正義
- 1870年（明治3年）閏10月3日 - 1870年（明治3年）12月19日 ： 不在
- 1870年（明治3年）12月19日 - 1871年（明治4年）11月14日 ： 野村盛秀（前長崎県知事）